# Агент пурпур
Агент пурпур, «эйджент пёрпл» (англ. Agent purple, фиолетовый реагент) — кодовое название мощного гербицида и дефолианта, который американские военные использовали в ходе экологической войны против Вьетнама. Название происходит от фиолетовой полосы, нарисованной на бочках, в которые расфасовывали гербицид. Препарат, создание которого было во многом вдохновлено использованием гербицидов и дефолиантов во время британской войны в Малайе, был одним из так называемых «радужных гербицидов», к которым также относится печально известный «агент оранж». Агент пурпур и оранж также используются для массового уничтожения растений в Канаде. Крупнейшими производителями указанной смеси по заказу Министерства обороны США были компании «Монсанто», «Доу Кемикэл», «Юнион Карбайд» и «Дайамонд Шэмрок».

## Разработка
Агент пурпур был разработан в США во время Корейской войны и по своему составу химически близок к более позднему и более известному тактическому гербициду «агенту оранж», оба они представляют собой смесь гербицидов 2,4-Д и 2,4,5-Т в равных частях. Разница между ними заключается в форме 2,4,5-Т. В составе агента орандж 2,4,5-Т был в форме н-бутилового эфира, а в агенте пурпур в виде смеси н-бутилового и изобутилового эфиров в соотношении 60 % и 40 %. Общий состав агента пурпур следующий: 50 % н-бутилового эфира 2,4-Д, 30 % н-бутилового эфира 2,4,5-Т и 20 % изобутилового эфира 2,4,5-Т. Производство 2,4,5-T (главного компонента для «пурпур» и «оранж») началось на заводах «Монсанто» накануне Корейской войны, в 1948 году
Ещё до начала операции Ranch Hand (1962—1971) было известно, что 2,4,5-Т, а как следствие агент пурпур, пинк, грин и оранж были загрязнены тетрахлордибензодиоксином (ТХДД), чрезвычайно токсичным и стойким побочным продуктом, образуемом в ходе синтеза 2,4,5-Т. Содержание диоксина значительно разнится от партии к партии и даже внутри одной партии; как правило, те вещества, которые производили раньше, например пурпур и пинк имели более высокие уровни загрязнения. В статье 2003 года в Nature, Стеллман и соавт., повторно подсчитали среднее содержание ТХДД в агенте оранж, повысив это число с 3 частей на миллион (данные ВВС США) до 13 частей на миллион, также было подсчитано, что в агенте пурпур в среднем может содержаться 32,8 частей на миллион ТХДД. Образец агента пурпур, который хранится на авиабазе Эглин имеет ещё более высокое содержание диоксина — 45 частей на миллион.

## Применение
Агент пурпур использовался только на ранних стадиях программы распыления гербицидов, между 1962 и 1965 годами, а также более ранней стадии испытаний, проведенных американскими военными за пределами Вьетнама. Всего во Вьетнаме распылили около 500 000 галлонов (~1,9 млн литров). В 1966 и 1967 годах, когда возникла нужда очистить базу Гейджтаун в Канаде от растительности, то в рамках испытаний над базой распылили агент оранж и пурпур.